# Rocchetta a Volturno
Rocchetta a Volturno är en ort och kommun i provinsen Isernia i regionen Molise i Italien. Kommunen hade 1 082 invånare (2018).